# Louise Ayétotché
Athouhon Louise Ayétotché (née le 3 juin 1975) est une athlète ivoirienne, spécialiste des épreuves de sprint dont le 200 mètres. Elle a représenté son pays aux Jeux olympiques d'été en 1992 et en 2000, ainsi que lors de quatre Championnats du monde. C'est une spécialiste des épreuves de sprint.

## Palmarès

### Championnats d'Afrique
- Médaille de bronze sur 400 mètres aux Championnats d'Afrique d'athlétisme 2006 à Maurice

### Jeux africains
- Médaille d'argent du relais 4 x 100 mètres aux Jeux africains de 1991 au Caire
- Médaille de bronze du relais 4 x 400 mètres aux Jeux africains de 1991 au Caire
- Médaille de bronze du relais 4 x 400 mètres aux Jeux africains de 2007 à Alger

### Jeux afro-asiatiques
- Médaille d'argent du relais 4 x 100 mètres aux Jeux afro-asiatiques de 2003 à Hyderabad
- Médaille d'argent du relais 4 x 400 mètres aux Jeux afro-asiatiques de 2003 à Hyderabad

### Jeux de la Francophonie
- Médaille d'argent du relais 4 x 100 mètres aux Jeux de la Francophonie 2005 à Nice
- Médaille d'argent du relais 4 x 400 mètres aux Jeux de la Francophonie 1994 à Bondoufle

## Records personnels
- 100 mètres - 11.35 s (2000)
- 200 mètres - 22.76 s (2000) - record national[1].
- 400 mètres - 52.92 s (2006)
- 4 x 100 mètres relais - 43.89 s (2001) - record national.